# María Fernanda Álvarez Terán
María Fernanda Álvarez Terán (ur. 28 lutego 1989 w Santa Cruz) – boliwijska tenisistka, reprezentantka kraju w Fed Cup.

## Kariera tenisowa
Swoją karierę tenisową zaczęła w wieku czternastu lat, w kwietniu 2003, reprezentując Boliwię w rozgrywkach Fed Cup. Zagrała wtedy po cztery mecze w singlu i w deblu, z czego połowę wygrała. W następnym roku ponownie zagrała w tych zawodach, tym razem wygrywając wszystkie swoje mecze, w których wystąpiła. Potem grała jeszcze w 2005, 2007 i w latach 2010–2017 w tych rozgrywkach.
Debiut w rozgrywkach ITF nastąpił we wrześniu 2005 roku, w rodzinnym mieście tenisistki, Santa Cruz. Wystąpiła tam od razu w turnieju głównym, dzięki dzikiej karcie przyznanej przez organizatorów i doszła do ćwierćfinału gry singlowej, przegrywając z Brazylijką Jenifer Widjają. Jeszcze tego samego roku osiągnęła dwa półfinały podobnych imprez, za każdym razem przegrała w nich jednak z tą samą tenisistką, z Estefanią Craciun z Urugwaju. W 2006 roku kontynuowała grę w turniejach rangi ITF. W sezonie 2007 triumfowała w trzech imprezach ITF w singlu i pięć w deblu. Pierwszy tytuł singlowy wygrała w Santo André, gdzie w finale pokonała Argentynkę Marę Irigoyen. W sumie w karierze wygrała dwanaście turniejów singlowych i dwadzieścia trzy deblowe rangi ITF.
W lutym 2009 roku zagrała po raz pierwszy w kwalifikacjach do turnieju WTA Tour, w Bogocie, ale odpadła w pierwszej rundzie, a w sierpniu spróbowała swoich sił w eliminacjach do turnieju wielkoszlemowego US Open, ale i tu przegrała w pierwszym meczu z Pauline Parmentier. W 2010 roku ponownie zagrała kwalifikacje w Bogocie i tym razem osiągnęła drugą rundę, podobnie jak tydzień później w Acapulco, gdzie pokonała Aleksandrę Panową w pierwszej rundzie. Zagrała także po raz drugi w kwalifikacjach US Open ponownie odpadając po pierwszym meczu eliminacji, z Arantxą Rus.
Najwyższą pozycję w światowym rankingu WTA osiągnęła 28 września 2009 i było to miejsce 187.

### Wygrane turnieje rangi ITF
| turnieje z pulą nagród 100 000 $ |
| turnieje z pulą nagród 75 000 $  |
| turnieje z pulą nagród 50 000 $  |
| turnieje z pulą nagród 25 000 $  |
| turnieje z pulą nagród 15 000 $  |
| turnieje z pulą nagród 10 000 $  |

#### Gra pojedyncza
|     | Data       | Turniej               | Kat. | ($)    | Naw.   | Finalistka           | Wynik         |
| 1.  | 16/09/2007 | Santo André           | ITF  | 10 000 | twarda | María Irigoyen       | 6:2, 6:2      |
| 2.  | 04/11/2007 | Bogota                | ITF  | 10 000 | ziemna | Nataly Yoo           | 6:0, 6:0      |
| 3.  | 11/11/2007 | Lima                  | ITF  | 10 000 | ziemna | Vivian Segnini       | 7:6, 6:2      |
| 4.  | 11/05/2008 | Buenos Aires          | ITF  | 10 000 | ziemna | Andrea Benítez       | 7:6, 0:6, 6:0 |
| 5.  | 16/11/2008 | Santiago de Querétaro | ITF  | 10 000 | twarda | Tarakaa Bertrand     | 6:0, 6:2      |
| 6.  | 23/11/2008 | Puebla                | ITF  | 25 000 | twarda | Megan Moulton-Levy   | 6:4, 3:6, 6:4 |
| 7.  | 02/08/2009 | Campos do Jordão      | ITF  | 25 000 | twarda | Maria Fernanda Alves | 6:3, 6:3      |
| 8.  | 16/08/2009 | Buenos Aires          | ITF  | 10 000 | ziemna | Carla Beltrami       | 6:4, 1:6, 6:4 |
| 9.  | 27/03/2011 | Poza Rica             | ITF  | 10 000 | twarda | Romana Tedjakusuma   | 6:3 6:4       |
| 10. | 07/10/2012 | Gainesville           | ITF  | 10 000 | ziemna | Maria Fernanda Alves | 2:6, 6:0, 7:5 |
| 11. | 24/05/2015 | Antalya               | ITF  | 10 000 | twarda | Anna Brogan          | 6:3, 6:4      |
| 12. | 17/10/2015 | São Paulo             | ITF  | 10 000 | ziemna | Laura Pigossi        | 2:6, 7:5, 6:4 |